# جيمي سكينر
جيمي سكينر (بالإنجليزية: Jimmy Skinner)‏ (11 أكتوبر 1898 في المملكة المتحدة - 1984) هو لاعب كرة قدم بريطاني (وحمل سابقاً جنسية المملكة المتحدة لبريطانيا العظمى وأيرلندا) في مركز نصف الجناح. لعب مع توتنهام هوتسبير وبكنهام تاون ‏.